# Hounddog
Pour plus de détails, voir Fiche technique et Distribution.
Hounddog est un film écrit, dirigé et produit par Deborah Kampmeier et mettant en scène l'actrice Dakota Fanning, sorti en 2007.
Robin Wright Penn est la productrice déléguée (mais y est aussi actrice dans le rôle de l'Étrange Dame). Le film fut produit par Jen Gatien.

## Synopsis
Prenant place dans les années 1960 dans le Sud des États-Unis (le film est tourné en Caroline du Nord), Dakota Fanning y joue Lewellen, une jeune fille perturbée de 12 ans qui trouve refuge d'une vie tourmentée à travers la musique blues.
Le blues est, dans ce film émouvant, délicatement entremêlé afin de dépeindre avec beaucoup de couleurs une vie mélancolique qui ne trouve la paix et le réconfort que dans cette musique.

## Fiche technique
- Titre : Hounddog
- Réalisation : Deborah Kampmeier
- Scénario : Deborah Kampmeier
- Musique : Gisburg Smialek
- Photographie : Jim Denault et Edward Lachman
- Montage : Sabine Hoffman
- Production : Raye Dowell, Scott Franklin, Jen Gatien, Deborah Kampmeier, Terry Leonard et Lawrence Robins
- Société de production : Deerjen Films, Full Moon Films et The Motion Picture Group
- Société de distribution : Empire Film Group (États-Unis)
- Pays :  États-Unis
- Genre : Drame
- Durée : 98 minutes
- Dates de sortie : 
  -  États-Unis : 22 janvier 2007 (Festival du film de Sundance), 19 septembre 2008

## Distribution
- Dakota Fanning : Lewellen
- Isabelle Fuhrman : Grasshopper
- Piper Laurie : Grannie
- Cody Hanford : Buddy
- David Morse : Le père de Lewellen
- Robin Wright Penn : une dame étrange
- Christoph Sanders : « Wooden's Boy »
- Jill Scott : Big moma thornton

## Rumeurs
Avant la sortie du film, certaines rumeurs affirment qu'il y aurait certaines scènes horribles dans ce film, dont une scène où Fanning se fait violer, et certaines où elle apparaît nue ou juste en sous-vêtements. D'après des sources proches de la production, « les deux tabous à Hollywood sont l'abus d'enfants et le meurtre d'animaux. Dans ce film, les deux se produisent ».
Le coordinateur de production de Hounddog affirme que Dakota Fanning portait un body pendant toute la scène et qu'il y avait un assistant social de la protection des mineurs sur le tournage, près de la mère et de l'agent de Dakota.
La coordinatrice de production estime que la scène du viol ne devrait durer qu'une minute sur toute la durée du film. Elle explique que c'est filmé au niveau des épaules, tout en utilisant les expressions faciales de Dakota pour raconter l'histoire.